# Кадир, Хаджи Абдул
Хаджи Абдул Кадир (пушту حاجی عبدالقدیر‎, 1951 — 6 июля 2002) — афганский политик и моджахед, один из лидеров Северного Альянса, выступал против «Талибана». Был командующим фракцией «Хезби Ислами Халис» во время советско-афганской войны, затем занимал посты губернатора провинции Нангархар и одного из лидеров Восточной Шуры; в администрации президента Хамида Карзая занимал должности временного вице-президента и министра общественных работ Переходного Исламского Государства Афганистан с 19 июня 2002 до своего убийства 6 июля того же года. Был старшим братом командира Северного Альянса Абдул-Хака, убитого талибами в конце 2001 года.

## Биография
Происходил из влиятельной пуштунской семьи клана Ахмадзаи из провинции Нангархар, имевшей тесные связи с афганской королевской династией. Был вовлечён в афганскую политику ещё до советского вторжения в Афганистан в 1979 году. После начала войны стал одним из ключевых командиров сопротивления во фракции «Хезбе-Ислами Халис». После вывода советских войск в 1989 году и падения просоветского режима в Афганистане в 1992 году был назначен губернатором провинции Нангархар.
27 сентября 1996 года, когда талибы пришли к власти в первый раз, был вынужден бежать из Нангархара и в соседний Пакистан, однако из-за своей антиталибской позиции вскоре столкнулся с проблемами с местными властями, из-за чего был вынужден уехать в Германию. В последующие годы он курсировал между Германией и Дубаем, где начал свой торговый бизнес.
В 1999 году вернулся в Афганистан и присоединился к Северному альянсу (Объединённый фронт), который был единственной силой сопротивления режиму талибов и его союзникам. В Объединённый фронт вошли силы и лидеры из разных политических слоёв, а также из всех афганских этнических групп, однако ведущую роль играли таджики и узбеки. Поддержка Кадиром Объединённого фронта обеспечила влияние Альянса на в большинстве пуштунскую восточную часть Афганистана.
После падения режима талибов вместе с Хазратом Али и Хаджи Мохаммедом Заманом возглавил Восточную Шуру. В 2001 году временный президент Афганистана Хамид Карзай назначил его одним из вице-президентов и министром общественных работ.
По некоторым данным, А. Кадир мог быть связан с торговлей опийным маком.
6 июля 2002 вместе с зятем был убит боевиками. В 2004 году по этому делу один человек был приговорен к смертной казни, а двое других — к тюремному заключению.

## Семья
- Брат Абдул-Хак — афганский политик и полевой командир, командующий Кабульским фронтом моджахедов в период советско-афганской войны; был убит в конце 2001 года талибами[3].
- Сын Захир Кадир[англ.] — афганский генерал, политик, одно время занимал пост вице-спикера нижней палаты парламента Исламской Республики Афганистан[6].